# PRP–4
Az PRP–4 Nadr (oroszul: ПРП–4 Нард) szovjet-orosz tüzérsėgi felderítő és célmegjelölő harcjármű, amelyet a rakétatüzérség számára fejlesztettek ki az 1980-as évek elején. A PRP–3 felderítő harcjármű továbbfejlesztett változata. GRAU-kódja: 1V121.

## Története
A Cseljabinszki Traktorgyár (CSTZ) tervezőirodájában fejlesztették ki az 1980-as évek elején a hasonló feladatkörű PRP–3 tüzėrségi felderítő jármű leváltására. A tervezési és fejlesztési munkát V. L. Versinszkij irányította.
Sorozatgyártása az 1980-as évek elején kezdődött a Rubcovszki Gépgyárban (napjainkban az Uralvagonmas  rubcovszki üzeme). 1984-ben rendszeresítették a Szovjet Hadseregben.
1988-ban jelent meg továbbfejlesztett változata, a korszerűbb elektronikai és elektrooptikai berendezésekkel felszerelt PRP–4M. Legújabb változata a 2008-ban bemutatott PRP–4A, ezt azonban nagy sorozatban nem gyártották.